# Mirosław Szymkowiak
Mirosław Szymkowiak (Poznań, 1976. november 12. –) lengyel válogatott labdarúgó.
A lengyel válogatott tagjaként részt vett a 2006-os világbajnokságon.

## Sikerei, díjai
Widzew Łódź
- Lengyel bajnok (2): 1995–96, 1996–97
- Lengyel szuperkupa (1): 1996

Wisła Kraków
- Lengyel bajnok (3): 2000–01, 2001–02, 2003–04
- Lengyel kupa (2): 2001–02, 2002–03
- Lengyel szuperkupa (1): 2001